# Henrique Avancini

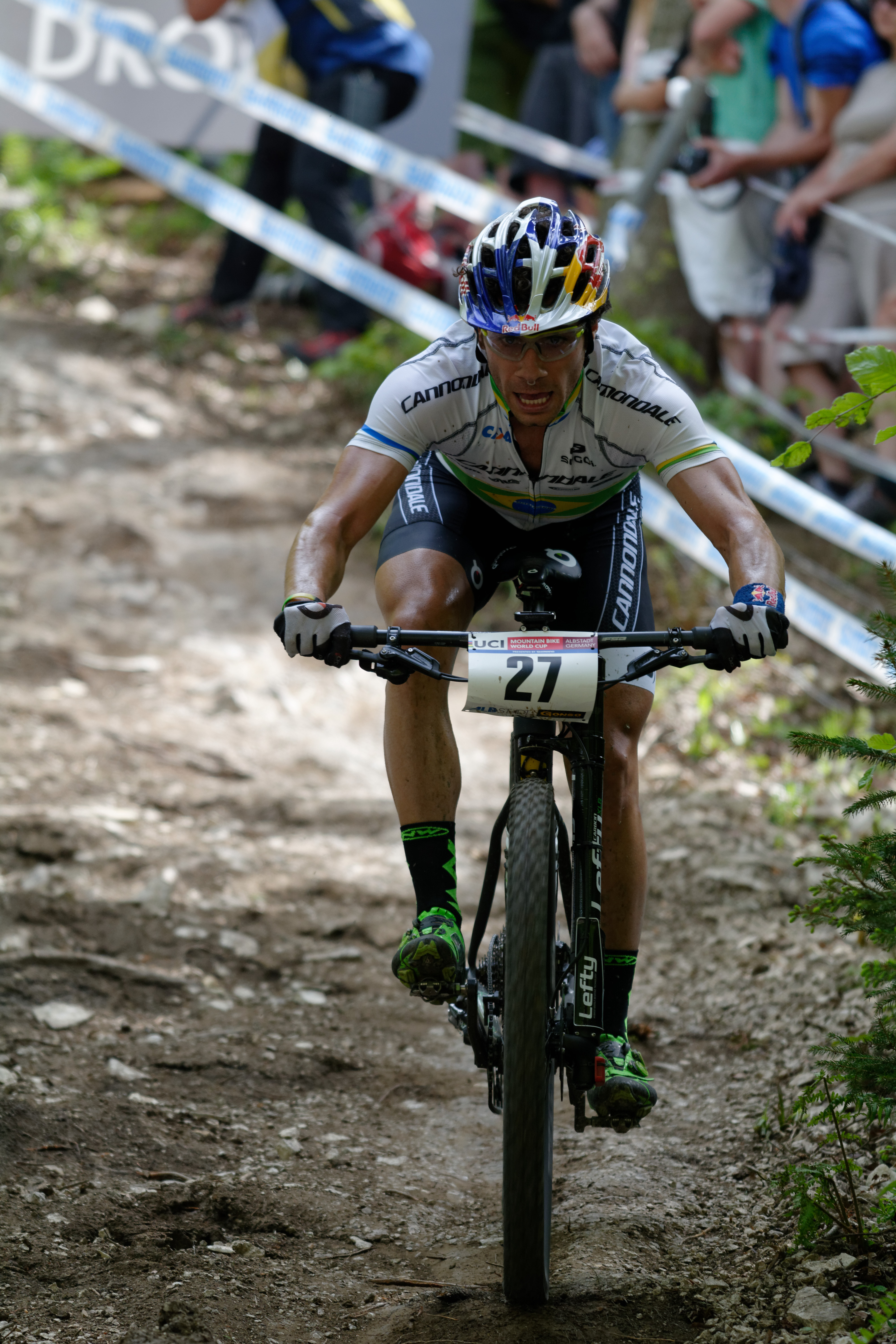
2016 MTB World Cup Albstadt

Henrique da Silva Avancini (Petrópolis, 30 de março de 1989), mais conhecido por Henrique Avancini, é um ciclista brasileiro, bicampeão mundial de Mountain Bike Maratona (XCM), tendo alcançado o feito de ser o primeiro brasileiro a liderar o ranking mundial da disciplina Mountain Bike Cross Country Olímpico da UCI. Também integrou a Seleção Masculina Brasileira de mountain bike. 

## História
Começou a competir aos 8 anos de idade, com uma bicicleta de sucatas montada da oficina do seu pai, Ruy Avancini, reaproveitou um quadro de bicicleta quebrado de tamanho muito maior (22'') do que o tamanho usado por Henrique e foi transformado num quadro tamanho 12,5’’ especialmente para ele. Henrique da Silva Avancini  cresceu em Petrópolis com sua família, sob uma formação cristão-evangélica. 
Avancini rapidamente encontrou seu equilíbrio e, crescendo no campo, foi capaz de habilmente aprimorar suas habilidades MTB cross country. Com trabalho duro e determinação, o brasileiro se tornou o primeiro piloto em seu país a vencer o campeonato nacional em todas as categorias, desde Infanto Juvenil até a Elite. Agora próspero entre a elite no estágio do mundo, Avancini continua a desenvolver suas habilidades e está olhando sempre para melhorar seus resultados.

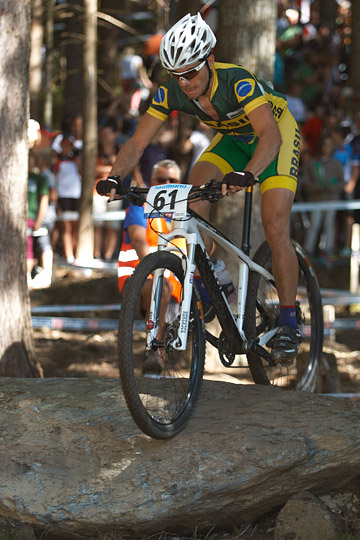
Campeonato Mundial de MTB 2012 - Saalfelden - Austria

Em julho de 2012 entra na equipe Caloi Elite Team,, que em dezembro de 2012 anuncia mais 2 reforços Nicolas Sessler e Sherman Trezza , única equipe brasileira registrada na União Ciclística Internacional nas temporadas de 2013 e 2014. Em 14 de abril de 2013, conquistou, até então, a vitória mais importante do país, vencendo a etapa de Münsingen na Alemanha. No mesmo ano conquistou outro grande feito ao terminar em 15º lugar no ranking da União Ciclística Internacional, melhor posição já alcançada por um ciclista brasileiro.
Como destaque de seus títulos desde as categorias de base e todas modalidades, estão: 16 vezes Campeão Brasileiro (2006, 2007, 2008, 2009, 2011, 2013, 2015, 2016, 2018, 2019, 2020, 2021, 2022), quatro vezes Campeão Pan-Americano de MTB (2006, 2007, 2015, 2022), Campeão Sul-Americano de MTB (2014), Campeão Mundial MTB Maratona (2018), Vice-Campeão Mundial XCC(2021), Campeão de 5 Etapas Copa de Mundo de MTB (XCC 2018, XCC 2019, XCC e XCO 2020, XCC 2021) .
Nas temporadas de 2015 a 2022 Henrique competiu pela equipe estadunidense Cannondale Factory Racing, no início, ao lado dos pilotos Manuel Fumic (Alemanha) , Marco Fontana (Itália) e  Maxime Marotte (França), em 2017 sai Fontana  e em 2021 sai Marotte , entrando o ex-campeão mundial junior XC e CX, Simon Andreassen da Dinamarca e o ex-campeão mundial sub-23 e Ebike, Alan Hatherly da África do Sul e se juntam à equipe.
Em 2017 e 2018 conquistou a 4ª colocação no Mundial de MTB XCO.
Em 15 de setembro de 2018, conquistou a vitória mais importante do MTB brasileiro, vencendo o Campeonato Mundial Maratona em Auronzo do Cadore, na Itália. Sendo o único campeão mundial do continente americano. 
Em Julho de 2019 torna-se campeão Brasileiro de XCO e XCM,   e em 2020 conquistou os títulos de campeão Brasileiro de XCO e XCC., provando ser um dos melhores atletas de XCO e XCC nesse momento.
Em 2021 conquista o vice campeonato mundial de MTB na categoria de Short track (XCC)  e ainda neste ano consegue alcançar o topo do ranking da UCI na categoria Cross Crountry (XCO)  e crava melhor posição do Brasil na história no MTB nos Jogos Olímpicos na categoria Mountain Bike XCO.
Henrique inicia o Ano de 2021 como Número 1 no ranking Mundial da UCI (União Ciclística Internacional) no ciclismo mountain bike, categoria XCO 
No dia 26 de setembro de 2021, Henrique participa do L'Étape Brasil em Campos do Jordão/SP competindo disfarçado de um senhor de 65 anos, como senhor Aguinaldo Silva. Um idoso, fora de forma, barbarizando e chamando a atenção de todos os ciclistas e público em geral. Nesta ocasião ele disse:
“O meu maior desejo com esse projeto era voltar a uma prova de ciclismo como atleta amador. Hoje, qualquer evento de bike que eu vá no Brasil, todos vão saber quem eu sou e isso gera uma série de ações e reações por parte das pessoas. E eu ficava muito curioso em saber como as pessoas reagiriam a ver um ciclista com uma aparência talvez que não demonstrasse uma performance muito desenvolvida, e que essa mesma pessoa, com essa mesma aparência, pudesse surpreender, principalmente pelo todo. Então essa era a ideia central e o nosso grande objetivo foi envolver os parceiros e tentar trazer essa experiência para todos que estivessem participando...” 
Henrique também lidera junto com sua esposa Izabelle Avancini, uma célula de adolescentes da Igreja Metodista Nova Itaipava.
No final de 2022 Avancini se despede da Cannondale , deixando em aberto qual seria a próxima equipe e começam as especulações sobre as novas possibilidades de equipes para o atleta, mas somente em janeiro de 2023 é anunciado oficialmente a nova equipe do atleta, a Caloi / Henrique Avancini Racing mesma equipe de 8 anos atrás que o projetou para o cenário mundial.
Em agosto de 2023 conquista o Bi Campeonato Mundial de Mountain Bike modalidade XCM. Alguns dias após esse feito anuncia asua aponsetadoria.

## AVA Project / Caloi Avancini Team[26]
Henrique Avancini em parceria com a empresa fabricante de bicicletas Caloi deu início ao programa competitivo de Mountain Bike, em 2012.
Em 2015 deu início ao AVA Project, no início apostou em atletas nas categorias de base e a partir da temporada 2020 também em atletas na Elite.
Batizada de Caloi / Henrique Avancini Racing e com foco na alta performance, o time conta de jovens Atletas oferecendo estrutura completa para que o futuro do esporte seja ainda mais forte, traz uma filosofia holística e coletiva para construir resultados individuais, fornecendo estrutura e acompanhamento de ponta aos atletas da Caloi.  
Atletas que fizeram e fazem parte desse time são: 
- 2015: Wolfgang Soares, João Firmeza.
- 2016: Wolfgang Soares, João Firmeza e Jefferson Batista
- 2017: Wolfgang Soares, João Firmeza, Jefferson Batista  e Dani Moraes.
- 2018: Wolfgang Soares, Dani Moraes, Pedro Lage e Edson Rezende.
- 2019: Pedro Lage, Edson Rezende e Marcela Lima.
- 2020: Pedro Lage, Edson Rezende, Marcela Lima, Ulan Galinski e Guilherme Muller.
- 2021: Edson Rezende, Marcela Lima, Ulan Galinski e Guilherme Muller.
- 2022: Edson Rezende, Ulan Galinski, Luiza souza, Sabrina Oliveira, Cainã Oliveira
- 2023: Henrique Avancini, Ulan Galinski, Sabrina Oliveira, Cainã Oliveira

## Vida de Biker[29]
Em 2018 Henrique foi escalado pelo Canal Off para apresentar uma série de programas para TV com o objetivo de mostrar o dia a dia de uma atleta profissional de Mountain Bike, bem como dar dicas e informações sobre a modalidade. Além disso dicas de pilotagem, manobras, dicas para um bom rendimento, curiosidades sobre bikes e equipamentos vão marcar presença nos episódios do programa. Cada episódio tem cerca de 25min.
- 1ª Temporada - 4 episódios [30]
  1. A História De Henrique Avancini
  2. Brasil Ride Na Bahia
  3. Petrópolis E O Mundo Da Bike
  4. Mountain Bike E A Tecnologia
- 2ª Temporada - 13 episódios
  1. Maratona Na África Do Sul
  2. Segunda Etapa da Cape Epic
  3. Última Etapa Cape Epic
  4. Conhecendo A Equipe Avancini
  5. Competições Pelo Brasil
  6. Etapa do Mundial na Alemanha
  7. Competição E Treinos Na República Tcheca
  8. Pódio Inédito Na Itália
  9. Pódio Na Itália
  10. Competindo de Verde e Amarelo
  11. Título Por Equipe Na França
  12. Confraternização Do Título Mundial (Petrópolis)
  13. Último Campeonato Do Ano
- 3ª Temporada - 14 episódios
  1. África do Sul: O Começo
  2. Competindo em Casa
  3. De volta à África do Sul
  4. Parceria Dentro e Fora Das Corridas
  5. Competindo na Alemanha
  6. Desafios na República Tcheca
  7. Técnicas e Estratégias em Andorra
  8. Trabalho em Equipe na França
  9. De Volta ao Brasil
  10. Itália: Um Lugar, Muitas Memórias
  11. Novas Pistas e Desafios na Suíça
  12. Trilhas e Maravilhas do Canadá
  13. Reta Final Nos Estados Unidos
  14. A última prova do ano
- 4ª Temporada - 3 Episódios
  1. Copa do Mundo 2021
  2. Copa Internacional em Araxá
  3. Campeonato Brasileiro de MTB

## Efeito Avancini[31]
Em 2022 uma série de 5 capítulos sobre a vida do ciclista foi produzida pela RedBull Tv em coprodução com o Canal Off. A série recorda a trajetória de Henrique até a linha de chegada da etapa brasileira da Copa do Mundo de mountain bike em Petrópolis, que voltou ao Brasil depois de 17 anos por influência do atleta. “É estranho você ver a sua história contada de uma forma mais completa e profunda. A ideia era contextualizar mais coisas do que envolve a vida de um atleta de alto rendimento. Esse lado humano, além das pistas. Acho que não foi fácil. Foi uma coisa bem complicada, bem complexa de me abrir para isso. Mas eu achei que era o momento de compartilhar certas coisas que até então eu mantinha de uma forma mais privada”, afirmou o ciclista.  
Na série o ciclista quis deixar muito claro os motivos que causaram a rusga com Nino Schurter multicampeão e medalhista olímpico. É possível ver também a histórica etapa da Copa do Mundo de MTB realizada na terra natal do ciclista, em abril de 2022, e relevações inéditas como a depressão pela qual Henrique Avancini passou em 2021 no ano dos Jogos Olímpicos. 
- 1ª Temporada - 5 Capítulos
  1. S01 E01 - De Zero a 1oo - Duração 15:08 min
  2. S01 E02 - De volta pra casa - Duração 15:44 min
  3. S01 E03 - O maior rival - Duração 16:04 min
  4. S01 E04 - Sob Pressão - Duração 14:21 min
  5. S01 E05 - O grande momento - Duração 15:46 min

## Aposentadoria
Em agosto de 2023 anuncia sua aposentadoria aos 34 anos com uma carreira de sucesso e vitórias. O atleta divulgou sua decisão no dia do lançamento do documentário “O meu motivo”, que conta sua trajetória desde 2020, quando terminou a temporada na liderança do ranking mundial.

## Títulos e outras conquistas[34]

### 2023
- 01/10/2023 - 25º Colocado -  7ª Etapa Copa do Mundo de MTB 2023  XCO - Snowshoe - EUA[35]
- 29/09/2023 - 32º Colocado -  7ª Etapa Copa do Mundo de MTB 2023  XCC - Snowshoe - EUA

- 17/09/2023 - CAMPEÃO - Taça Brasil Villa Itaipava XCO - Itaipava RJ Brasil[36]
- 12/08/2023 - 45º Colocado -  Campeonato Mundial XCO - Glasgow Escócia[37]
- 10/08/2023 - (DNF) Problema Mecânico -  Campeonato Mundial XCC - Glasgow Escócia[38]
- 06/08/2023 - CAMPEÃO  -  Campeonato Mundial MTB XCM - Glasgow Escócia [23][24]
- 29/07/2023 - CAMPEÃO - Circuito Internacional Estrada Real XCO - Arcos MG - Brasil[39]
- 23/07/2023 - CAMPEÃO -  Campeonato Brasileiro de XCO - São José dos Campos SP - Brasil[40]
- 21/07/2023 - CAMPEÃO -  Campeonato Brasileiro de XCC - São José dos Campos SP - Brasil[41]

- 02/07/2023 - 29º Colocado -  4ª Etapa Copa do Mundo de MTB 2023  XCO - Val di Sole - ITA[42]
- 30/06/2023 - 29º Colocado -  4ª Etapa Copa do Mundo de MTB 2023  XCC - Val di Sole - ITA[43]

- 18/06/2023 - 64º Colocado -  3ª Etapa Copa do Mundo de MTB 2023 XCO - Leogang - Áustria[44]
- 16/06/2023 - 31º Colocado -  3ª Etapa Copa do Mundo de MTB 2023 XCC - Leogang - Áustria [45]

- 11/06/2023 - 47º Colocado -  2ª Etapa Copa do Mundo de MTB 2023 XCO - Lenzerheide - Suiça [46]
- 09/06/2023 - 40º Colocado -  2ª Etapa Copa do Mundo de MTB 2023 XCC - Lenzerheide - Suiça [47]
- 20/05/2023 - 2º Colocado - Circuito Internacional Estrada Real XCO - Ouro Branco MG - Brasil[48]
- 19/05/2023 - CAMPEÃO - Circuito Internacional Estrada Real XCC - Ouro Branco MG - Brasil[49]
- 14/05/2023 - 43º Colocado -  1ª Etapa Copa do Mundo de MTB 2023 XCO - Nové Město na Moravě - República Tcheca[50]
- 13/05/2023 - 29º Colocado -  1ª Etapa Copa do Mundo de MTB 2023 XCC - Nové Město na Moravě - República checa[51]
- 30/04/2022 - 5º Colocado-  Campeonato Pan-Americando de MTB XCO - Congonhas- Brasil [52]
- 28/04/2022 - 6º Colocado -  Campeonato Pan-Americando de MTB XCC - Congonhas- Brasil[53]
- 16/04/2023 - (DNF) Quebra do quadro[54] - XCO HC - Copa Internacional de MTB - Araxá MG - Brasil [55]
- 15/04/2023 - CAMPEÃO XCO C1 - Copa Internacional de MTB -  - Araxá MG - Brasil [56]
- 14/04/2023 - 3º Colocado XCC C3 - Copa Internacional de MTB -  - Araxá MG - Brasil [57]
- 12/03/2023 - 2º Colocado XCO C1 - Desafio dos Gigantes de MTB - Petrópolis RJ -  Brasil[58]
- 11/03/2023 - 3º Colocado XCC - Desafio dos Gigantes de MTB - Petrópolis RJ -  Brasil[59]
- 10/03/2023 - 3º Colocado XCO C2 - Desafio dos Gigantes de MTB - Petrópolis RJ -  Brasil[60]
- 05/03/2023 - CAMPEÃO XCO - 1ª Etapa Taça Brasil - Copa Soul Internacional de MTB - Lavras MG -  Brasil [61]
- 04/03/2023 - CAMPEÃO XCC - 1ª Etapa Taça Brasil - Copa Soul Internacional de MTB - Lavras MG -  Brasil
- 26/02/2023 - 10° Colocado XCO - Shimano Super Copa Massi & CCI BBT Biking Point - Banyoles - Italia [62]
- 24/02/2023 - 2º Colocado XCC - Shimano Super Copa Massi & CCI BBT Biking Point - Banyoles - Italia [63]

| XCC | 29º | 40º | 31º | 29º | - | - | 32º | - |
| XCO | 43º | 47º | 64º | 29º | - | - | 25º | - |

### 2022
- 29/10/2022 - CAMPEÃO Geral  - Brasil Ride Arraial d’Ajuda BA - Brasil [64][65]
  -  29/10/2022 - 2º Colocado - 6º ETAPA [64]
  -  28/10/2022 - CAMPEÃO - 5º ETAPA [66]
  -  27/10/2022 - 2º Colocado - 4º ETAPA [67]
  -  26/10/2022 - 2º Colocado - 3º ETAPA [68]
  -  25/10/2022 - CAMPEÃO - 2º ETAPA [69][70]
  -  23/10/2022 - CAMPEÃO - 1º ETAPA (Prólogo) [71][72][73]
- 09/10/2022 - CAMPEÃO -   Campeonato Brasileiro de XCO - Conceição do Mato Dentro MG - Brasil [74][75]
- 07/10/2022 - CAMPEÃO -   Campeonato Brasileiro de XCC - Conceição do Mato Dentro MG - Brasil [76]
- 18/09/2022 - CAMPEÃO - MTB Festival XCO - Mairiporã SP - Brasil[77]
- 16/09/2022 - CAMPEÃO - MTB Festival XCC - Mairiporã SP - Brasil[78]
- 04/09/2022 - 35º Colocado -  9ª Etapa Copa do Mundo de MTB 2022  XCO - Val di Sole - ITA[79]
- 02/09/2022 - 26º Colocado -  9ª Etapa Copa do Mundo de MTB 2022  XCC - Val di Sole - ITA[80]
- 28/08/2022 - 35º Colocado -  Campeonato Mundial XCO - Les Gets - FRA[81]
- 26/08/2022 - 7º Colocado -  Campeonato Mundial XCC - Les Gets - FRA[82]
- 31/07/2022 - 29º Colocado -  7ª Etapa Copa do Mundo de MTB 2022  XCO - Snowshoe - EUA[83]
- 29/07/2022 - 22º Colocado -  7ª Etapa Copa do Mundo de MTB 2022  XCC - Snowshoe - EUA[84]

- 07/07/2019 - 37º Colocado -  6ª Etapa Copa do Mundo de MTB 2022 XCO - Vallnord Andorra [85]
- 15/07/2019 - 27º Colocado -  6ª Etapa Copa do Mundo de MTB 2022 XCC - Vallnord Andorra [86]

- 10/07/2022 - 31º Colocado -  5ª Etapa Copa do Mundo de MTB 2022 XCO - Lenzerheide - Suiça[87]
- 08/07/2022 - 23º Colocado -  5ª Etapa Copa do Mundo de MTB 2022 XCC - Lenzerheide - Suiça[87]

- 26/06/2022 - CAMPEÃO - Copa Internacional de MTB XCO - Araxá MG - Brasil[88][89]
- 25/06/2022 - CAMPEÃO - Copa Internacional de MTB XCC - Araxá MG - Brasil[90]

- 19/06/2022 - CAMPEÃO - 2º Etapa Taça Brasil - Goiânia GO - Brasil [91]

- 12/06/2022 - 24º Colocado -  4ª Etapa Copa do Mundo de MTB 2022 XCO - Leogang - Áustria[92]
- 10/06/2022 - 4º Colocado -  4ª Etapa Copa do Mundo de MTB 2022 XCC - Leogang - Áustria [93]

- 29/05/2022 - CAMPEÃO -  Campeonato Pan-Americando de MTB XCO - Catamarca - Argentina[94]
- 27/05/2022 - 2º Colocado -  Campeonato Pan-Americando de MTB XCC - Catamarca - Argentina[95]

- 15/05/2022 - 14º Colocado -  3ª Etapa Copa do Mundo de MTB 2022 XCO - Nové Město na Moravě - República Tcheca[96]
- 13/05/2022 - 10º Colocado -  3ª Etapa Copa do Mundo de MTB 2022 XCC - Nové Město na Moravě - República checa[97]
- 08/05/2022 - 9º Colocado -  2ª Etapa Copa do Mundo de MTB 2022 XCO - Albstadt - Alemanha [98]

- 06/05/2022 - 5º Colocado -  2ª Etapa Copa do Mundo de MTB 2022 XCC - Albstadt - Alemanha [99]

- 10/04/2022 - 13º Colocado -  1ª Etapa Copa do Mundo de MTB 2022 XCO - Petrópolis RJ - Brasil [100]
- 08/04/2022 - 4º Colocado -  1ª Etapa Copa do Mundo de MTB 2022 XCC - Petrópolis RJ - Brasil [101]
- 27/03/2022 - CAMPEÃO - Circuito Internacional Estrada Real XCO - Itabirito MG - Brasil [102]
- 06/03/2022 - CAMPEÃO - 1ª Etapa Taça Brasil - Copa Soul Sul-mineiro de MTB XCO - Lavras MG -  Brasil [103]
- 27/02/2022 - 9° colocado - Copa Catalana - Banyoles - Espanha[104]
- 20/02/2022 - 8º Colocado - Internacionales XCO Chelva - Valencia - Espanha[105]

| XCC | 4º  | 5º | 10º | 4º  | 23º | 27º | 22º | - | 26º |
| XCO | 13º | 9º | 14º | 24º | 31º | 37º | 29º | - | 35º |

### 2021
- 02/11/2021 - CAMPEÃO -  Campeonato Brasileiro de XCO - Mairiporã  SP - Brasil[106]
- 31/10/2021 - CAMPEÃO -  Campeonato Brasileiro de XCC - Mairiporã SP - Brasil[107]
- 03/10/2021 - CAMPEÃO - Copa Internacional de MTB XCO - Araxá MG - Brasil[108]
- 01/10/2021 - CAMPEÃO - Copa Internacional de MTB XCC - Araxá MG - Brasil[109]
- 19/09/2021 - 15º Colocado -  6ª Etapa Copa do Mundo de MTB 2021  XCO - Snowshoe - EUA [110]
- 17/09/2021 - 2º Colocado -  6ª Etapa Copa do Mundo de MTB 2021  XCC - Snowshoe - EUA[111]
- 05/09/2021 - 6º Colocado -  5ª Etapa Copa do Mundo de MTB 2021  XCO- Lenzerheide - Suiça[112]
- 03/09/2021 - CAMPEÃO -  5ª Etapa Copa do Mundo de MTB 2021  XCC - Lenzerheide - Suiça[113][114]
- 28/08/2021 - 7º Colocado -  Campeonato Mundial XCO - Val di Sole - Itália[115]
- 26/08/2021 - 2º Colocado -  Campeonato Mundial XCC - Val di Sole - Itália[116][117]
- 27/07/2021 - 13º Colocado -  Jogos Olímpicos de Verão de 2020 - Tókio - Japão[118]
- 13/07/2021 - CAMPEÃO - Internacional Estrada Real Racing de MTB - Santana dos Montes - Brasil[119]
- 16/05/2021 - 23º Colocado -  2ª Etapa Copa do Mundo de MTB 2021  XCO - Nové Město na Moravě - República Tcheca[120]
- 14/05/2021 - 13º Colocado -  2ª Etapa Copa do Mundo de MTB 2021 XCC - Nové Město na Moravě - República Tcheca[121]
- 09/05/2021 - 10º Colocado -  1ª Etapa Copa do Mundo de MTB 2021 XCO - Albstadt - Alemanha[122]
- 07/05/2021 - 4º Colocado -  1ª Etapa Copa do Mundo de MTB 2021 XCC - Albstadt - Alemanha[123]
- 18/04/2021 - 27º Colocado - Otztaler Mountain Bike Festival - Haiming - Áustria[124]
- 10/04/2021 - 9º Colocado - 3ª ETAPA Internazionali d’Italia Series - Marlene Südtirol Sunshine Race - Nalles - Itália[125]
- 04/04/2021 - CAMPEÃO - 2ª ETAPA Internazionali d’Italia Series -  Ilha de Elba Capoliveri - Itália[126]
- 15/03/2021 - CAMPEÃO - Circuito Grangiro - Búzios RJ - Brasil[127]

| XCC | 4º  | 13º | - | - | 1º | 2º  |
| XCO | 10º | 23º | - | - | 6º | 15º |

### 2020
- 31/10/2020 - CAMPEÃO -  Campeonato Brasileiro de XCO - Mairiporã SP - Brasil[15]
- 30/10/2020 - CAMPEÃO -  Campeonato Brasileiro de XCC - Mairiporã SP - Brasil[16]
- 10/10/2020 - 10º Colocado -  Campeonato Mundial XCO - Leogang Áustria[128]
- 04/08/2020 - CAMPEÃO Geral -  Copa do Mundo de MTB 2020
- 04/10/2020 - CAMPEÃO -  2ª Etapa Copa do Mundo de MTB 2020  XCO - Nové Město na Moravě República Tcheca[129]
- 02/10/2020 - CAMPEÃO -  2ª Etapa Copa do Mundo de MTB 2020  XCC - Nové Město na Moravě República Tcheca[130]
- 01/10/2020 - 5º Colocado -  1ª Etapa Copa do Mundo de MTB 2020  XCO - Nové Město na Moravě República Tcheca[131]
- 29/09/2020 - 12º Colocado -  1ª Etapa Copa do Mundo de MTB 2020 de XCC - Nové Město na Moravě República Tcheca[132]
- 14/09/2020 - CAMPEÃO - Gorale na Start 2020 - Walbrzych Polônia[133]
- 29/08/2020 - CAMPEÃO - Strabag Cup - Brno República Tcheca[134]
- 16/08/2020 - CAMPEÃO - Up Hill Eliminator Desafio de Gigantes - Santana dos Montes MG - Brasil[135]
- 16/08/2020 - CAMPEÃO - Short Track Desafio de Gigantes - Santana dos Montes MG - Brasil[135]
- 15/08/2020 - CAMPEÃO - UP Downhill Eliminator Desafio de Gigantes - Santana dos Montes MG - Brasil[136]
- 15/08/2020 - CAMPEÃO - MTB Criterium Desafio de Gigantes - Santana dos Montes MG - Brasil[136]
- 08/03/2020 - CAMPEÃO - Copa Internacional de MTB XCO - Araxá MG - Brasil[137]
- 07/03/2020 - CAMPEÃO - Copa Internacional de MTB XCM - Araxá MG - Brasil[138]
- 06/03/2020 - CAMPEÃO - Copa Internacional de MTB XCC - Araxá MG - Brasil[139]
- 05/03/2020 - CAMPEÃO - Copa Internacional de MTB XCT - Araxá MG - Brasil[140]
- 24/02/2020 - CAMPEÃO - Copa Catalã - Banyoles Espanha[141]
- 09/02/2020 - 8º Colocado Geral Dupla Manuel Fumic Tankwa Trek África do Sul [142]
  -  09/02/2020 - CAMPEÃO - 4ª ETAPA CHARL VAN DER MERWE[143]
  -  08/02/2020 - CAMPEÃO - 3ª ETAPA MAURITZ WALTERS
  - 07/02/2020 - 6º Colocado - 2ª ETAPA HANEKOM BROTHERS
  - 06/02/2020 - 250º Colocado - 1ª ETAPA ERNST VAN DYK

| XCC | 12º | 1º |
| XCO | 5º  | 1º |

### 2019
- 26/10/2019 - 2º Colocado Geral - Dupla Manuel Fumic -  Brasil Ride Arraial d’Ajuda Bahia Brasil[144]
  -  26/10/2019 - 3º Colocado - 7º ETAPA
  - 25/10/2019 - 4º Colocado - 6º ETAPA XCO [145]
  -  24/10/2019 - CAMPEÃO  - 5º ETAPA [146]
  -  23/10/2019 - 3º Colocado - 4º ETAPA [147]
  -  22/10/2019 - CAMPEÃO - 3º ETAPA [148]
  -  21/10/2019 - 3º Colocado - 2º ETAPA[146]
  -  20/10/2019 - CAMPEÃO - 1º ETAPA [149]
- 06/10/2019 - 5º Colocado - Evento Teste Olimpíada de Tókio 2020 - Tókio Japão [150]
- 06/09/2019 - 3º Lugar Geral -  Copa do Mundo de MTB 2019
- 06/09/2019 - 8º Colocado -  7ª Etapa Copa do Mundo de MTB 2019 XCC - Snowshoe USA [151]
- 09/09/2019 - 4º Colocado -  7ª Etapa Copa do Mundo de MTB 2019 XCO - Snowshoe USA [152]
- 31/08/2019 - 10º Colocado -  Campeonato Mundial de MTB XCO Mont-Sainte-Anne Canadá [153]
- 11/08/2019 - 10º Colocado -  6ª Etapa Copa do Mundo de MTB 2019 XCO - Lenzerheide Suiça [154]
- 09/08/2019 - 2º Colocado -  6ª Etapa Copa do Mundo de MTB 2019 XCC - Lenzerheide Suiça [155]
- 04/08/2019 - 4º Colocado -  5ª Etapa Copa do Mundo de MTB 2019 XCO - Val di Sole Itália [156]
- 03/08/2019 - 2º Colocado -  5ª Etapa Copa do Mundo de MTB 2019 XCC - Val di Sole Itália [157]
- 28/07/2019 - 2º Colocado - Jogos Pan-Americanos de Lima 2019 - MTB XCO - Lima Perú [158]
- 21/07/2019 - CAMPEÃO -  Campeonato Brasileiro de XCM - Mairiporã SP - Brasil [13]
- 20/07/2019 - CAMPEÃO - Campeonato Brasileiro de XCO - Mairiporã SP - Brasil [14]
- 14/07/2019 - 3º Colocado -  4ª Etapa Copa do Mundo de MTB 2019 XCO - Les Gets França [159]
- 12/07/2019 - 2º Colocado -  4ª Etapa Copa do Mundo de MTB 2019 XCC - Les Gets França [160]
- 07/07/2019 - 3º Colocado -  3ª Etapa Copa do Mundo de MTB 2019 XCO - Vallnord Andorra [161]
- 05/07/2019 - CAMPEÃO -  3ª Etapa Copa do Mundo de MTB 2019 XCC - Vallnord Andorra [162]
- 26/05/2019 - 4º Colocado -  2ª Etapa Copa do Mundo de MTB 2019 XCO - Nové Mesto República Tcheca [163]
- 24/05/2019 - 3º Colocado -  2ª Etapa Copa do Mundo de MTB 2019 XCC - Nové Mesto República Tcheca [164]
- 19/05/2019 - 18º Colocado -  1ª Etapa Copa do Mundo de MTB 2019 XCO - Albstadt Alemanha [165]
- 17/05/2019 - 5º Colocado -  1ª Etapa Copa do Mundo de MTB 2019 XCC - Albstadt Alemanha [166]
- 28/04/2019 - CAMPEÃO - Copa Internacional de MTB XCO - Araxá MG - Brasil[167]
- 27/04/2019 - CAMPEÃO - Copa Internacional de MTB XCC - Araxá MG - Brasil[168]
- 26/04/2019 - CAMPEÃO - Copa Internacional de MTB XCT - Araxá MG - Brasil[169]
- 25/04/2019 - CAMPEÃO - Copa Internacional de MTB XCM - Araxá MG - Brasil[170]
- 14/04/2019 - CAMPEÃO - Maratona Internacional Chaoyang Estrada Real de mountain bike - Ouro Branco MG - Brasil[171]
- 24/03/2019 - 2º Colocado Geral - Dupla Manuel Fumic -  ABSA CAPE EPIC - África do Sul
  - 24/03/2019 - 12º Colocado - 7ª ETAPA [172]
  - 23/03/2019 - 4º Colocado - 6ª ETAPA [173]
  - 22/03/2019 - 4º Colocado - 5ª ETAPA [174]
  -  21/03/2019 - 2º Colocado -  4ª ETAPA [175]
  -  20/03/2019 - CAMPEÃO -  3ª ETAPA [176]
  -  19/03/2019 - 3º Colocado - 2ª ETAPA [177]
  -  18/03/2019 - 2º Colocado - 1ª ETAPA [178]
  -  17/03/2019 - 2º Colocado - Prologo [179]
- 10/03/2019 - CAMPEÃO - Copa Internacional de MTB XCO - Petrópolis RJ - Brasil[180]
- 09/03/2019 - CAMPEÃO - Copa Internacional de MTB XCC - Petrópolis RJ - Brasil[180]
- 10/02/2019 - CAMPEÃO Geral - Momentum Health Tankwa Trek - África do Sul [181]
  -  10/02/2019 - 4º ETAPA
  -  09/02/2019 - 3º ETAPA
  -  08/02/2019 - 2º ETAPA
  -  07/02/2019 - 1º ETAPA
- 04/02/2019 - CAMPEÃO - SA CUP - África do Sul [182]

| XCC | 5º  | 3º | 1º | 2º | 2º | 2º  | 4º |
| XCO | 18º | 4º | 3º | 3º | 4º | 10º | 8º |

### 2018
- 27/10/2018 - CAMPEÃO Geral - Dupla Manuel Fumic - Brasil Ride Arraial d’Ajuda Bahia Brasil [183]
  -  27/10/2018 - 2º Colocado - 7º ETAPA [184]
  -  26/10/2018 - 2º Colocado - 6º ETAPA XCO [185] [186]
  -  25/10/2018 - CAMPEÃO  - 5º ETAPA [187] [188]
  -  24/10/2018 - CAMPEÃO - 4º ETAPA [189]
  -  23/10/2018 - 2º Colocado - 3º ETAPA [190]
  -  22/10/2018 - 2º Colocado - 2º ETAPA [191]
  -  21/10/2018 - 2º colocado - 1º ETAPA [192]
- 15/09/2018 - CAMPEÃO  -  Campeonato Mundial MTB XCM - Auronzo do Cadore Itália [193]
- 08/09/2018 -  Campeonato Mundial MTB XCO - 4º Colocado - Lenzerheide Suiça [8]
- 26/08/2018 - 4º Lugar Geral -   Copa do Mundo de MTB 2018
- 26/08/2018 - 17º lugar -   7ª Etapa Copa do Mundo de MTB 2018  XCO - La Bresse França [194]
- 24/08/2018 - 3º lugar -   7ª Etapa Copa do Mundo de MTB 2018  XCC - La Bresse França [195]
- 12/08/2018 - 9º lugar -   6ª Etapa Copa do Mundo de MTB 2018  XCO - Mont-Sainte-Anne Canadá [196]
- 10/08/2018 - 2º lugar -   6ª Etapa Copa do Mundo de MTB 2018  XCC - Mont-Sainte-Anne Canadá [197]
- 22/07/2018 - CAMPEÃO -  Campeonato Brasileiro de XCO - Parelheiros SP Brasil [198]
- 15/07/2018 - 4º lugar -   5ª Etapa Copa do Mundo de MTB 2018  XCO - Vallnord Andorra [199] [200]
- 13/08/2018 - CAMPEÃO -   5ª Etapa Copa do Mundo de MTB 2018  XCC - Vallnord Andorra [201]
- 08/07/2018 - 4º lugar -   4ª Etapa Copa do Mundo de MTB 2018  XCO - Val di Sole Itália [202]
- 06/07/2018 - 8º lugar -   4ª Etapa Copa do Mundo de MTB 2018  XCC - Val di Sole Itália [203]
- 10/06/2018 - CAMPEÃO -  Copa Internacional de MTB XCO - Ouro preto MG - Brasil [204]
- 08/06/2018 - CAMPEÃO -  Copa Internacional de MTB XCC - Ouro preto MG - Brasil [205]
- 27/05/2018 - 6º Colocado -  3ª Etapa Copa do Mundo de MTB 2018  XCO - Nové Mesto República Tcheca [206]
- 25/05/2018 - 14º Colocado -  3ª Etapa Copa do Mundo de MTB 2018  XCC - Nové Mesto República Tcheca [207]
- 20/05/2018 - 17º Colocado -  2ª Etapa Copa do Mundo de MTB 2018  XCO - Albstadt República Tcheca [208]
- 18/05/2018 - 11º Colocado -  2ª Etapa Copa do Mundo de MTB 2018  XCC - Albstadt República Tcheca [209]
- 06/05/2018 - CAMPEÃO Geral - Brasil Challenge Internacional - Parque Estadual do Ibitipoca MG - Brasil [210]
  -  06/05/2018 - CAMPEÃO 3º ETAPA [211]
  -  05/05/2018 - CAMPEÃO 2º ETAPA [212]
  -  04/05/2018 - CAMPEÃO 1º ETAPA [213]
- 15/04/2018 - CAMPEÃO Geral - Copa Internacional de MTB - Araxá MG - Brasil [214]
  -  15/04/2018 - CAMPEÃO - 3º ETAPA XCO
  -  14/04/2018 - 3º Colocado - 2º ETAPA XCC
  -  13/04/2018 - CAMPEÃO - 1º ETAPA XCT [215]
- 08/04/2018 - 7º Colocado -  Campeonato Pan-Americando de MTB XCO - Pereira Colômbia [216]
- 25/03/2018 - 3º Colocado Geral -  ABSA CAPE EPIC - África do Sul [217] [218]
  - 25/03/2018 - 9º Colocado - 7º ETAPA
  -  24/03/2018 - 3º Colocado - 6º ETAPA
  - 23/03/2018 - 5º Colocado - 5º ETAPA
  - 22/03/2018 - 5º Colocado - 4º ETAPA
  -  21/03/2018 - 3º Colocado - 3º ETAPA
  -  20/03/2018 - CAMPEÃO -  2º ETAPA
  -  19/03/2018 - CAMPEÃO -  1º ETAPA
  -  18/03/2018 - 2º Colocado - Prologo
- 10/03/2018 - 8º Colocado -  1ª Etapa Copa do Mundo de MTB 2018 - Stellenbosch África do Sul [219]
- 26/02/2018 - CAMPEÃO - Taça Brasil de XCO Campo Largo PR - Brasil [220]

| XCC | -  | 11º | 14º | 8º | 1º | 2º | 3º  |
| XCO | 8º | 17º | 6º  | 4º | 4º | 9º | 17º |

### 2017
- 26/10/2017 - 2º Colocado - Taça Brasil de XCO Campo Largo PR - Brasil [221]
- 21/10/2017 - CAMPEÃO Geral - Dupla Jiri Novak - Brasil Ride Chapada Diamantina Bahia - Brasil [222]
  -  21/10/2017 - CAMPEÃO - 7º ETAPA [223]
  - 20/10/2017 - 4º Colocado - 6º ETAPA XCO [224]
  -  19/10/2017 - 2º Colocado - 5º ETAPA [225]
  -  18/10/2017 - 3º Colocado - 4º ETAPA [226]
  -  17/10/2017 - CAMPEÃO - 3º ETAPA [227]
  -  16/10/2017 - 3º Colocado - 2º ETAPA [228]
  -  15/10/2017 - 2º Colocado - 1º ETAPA Prologo [229]
- 09/09/2017 - 4º Lugar -  Campeonato Mundial MTB XCO 2017 - Cairns - Austrália[9]
- 27/08/2017 - 15º Colocado -  6ª Etapa Copa do Mundo de MTB 2017 Val di Sole Itália [230]
- 19/08/2017 - CAMPEÃO Geral - Copa Internacional de MTB Congonhas MG - Brasil [231]
  -  18/08/2017 - CAMPEÃO - ETAPA Desafio da Ladeira [232]
  -  19/08/2018 - CAMPEÃO - ETAPA XCO [233]
- 06/08/2017 - 24º Colocado -   5ª Etapa Copa do Mundo de MTB 2017 Mont-Sainte-Anne Canadá [234]
- 24/07/2017 - 2º Colocado -  Campeonato Brasileiro de MTB XCO Domingos Martins ES - Brasil [235]
- 09/07/2017 - 22º Colocado -   4ª Etapa Copa do Mundo de MTB 2017 Lanzerheide Suíça [236]
- 02/07/2017 - 10º Colocado -   3ª Etapa Copa do Mundo de MTB 2017 Vallnord Andorra [237]
- 26/06/2017 - 30º Colocado -  Campeonato Mundial MTB XCM Singen Alemanha [238]
- 18/06/2017 - 3º Colocado - Argovia Vittoria-Fischer Bike Cup Losford Suíça [239]
- 03/04/2017 - 2º Colocado -  Campeonato Pan-Americano de Mountain Bike Bogotá Colômbia [240]
- 12/06/2017 - CAMPEÃO Geral - Copa Internacional de MTB São João del Rei MG - Brasil [241]
  -  12/06/2017 - CAMPEÃO - ETAPA XCO [242]
  -  11/06/2017 - CAMPEÃO - ETAPA XCC [243]
- 05/03/2017- CAMPEÃO Geral - Copa Internacional de MTB Araxá MG - Brasil [244]
  -  05/03/2017- CAMPEÃO - ETAPA XCO [245]
  - 04/03/2017 - 4º Colocado - ETAPA XCC [246]
  -  03/03/2017 - 2º Colocado - ETAPA XCT [247]
- 13/02/2017 - 2º Colocado - Taça Brasil de MTB XCO Campo Largo PR - Brasil [248]

### 2016
17/07/2016 - CAMPEÃO -  Campeonato Brasileiro de MTB XCO – juiz de Fora MG - Brasil
- 10/07/2016 - 54º Lugar -   4º Etapa Copa do Mundo de MTB XCO 2016 - Lenzerheide - Suiça[250]
- 03/07/2016 - 22º Lugar -  Campeonato Mundial MTB XCO 2016 - Nové Město na Moravě - República Checa[250]
- 29/05/2016 - 66º Lugar -  3º Etapa Copa do Mundo de MTB XCO 2016 - La Bresse - França[250][251]
- 22/05/2016 - 38º Lugar -  2º Etapa Copa do Mundo de MTB XCO 2016 - Albstadt - Alemanha[250]
- 15/05/2016 - CAMPEÃO -   2º ETAPA - Copa Internacional de MTB - São João Del Rei MG - Brasil[252]
- 24/04/2016 - 47º Lugar - 1º Etapa Copa do Mundo de MTB XCO 2016 - Austrália [250][253]
- 03/04/2016 - 2º Lugar -  Panamericano de MTB 2016 - XCO - Catamarca - Argentina[254]
- 20/03/2016 - 4º Lugar Geral - ABSA Cape Epic 2016 - Dupla Manuel Fumic - África do Sul[255]
  -  20/03/2016 - CAMPEÃO - 7º Estágio - 86 km - Boschendal, Stellenbosch > Meerendal, Durbanville
  -  19/03/2016 - 2º Lugar - 6º Estágio - 69 km - Boschendal, Stellenbosch > Boschendal, Stellenbosch
  - 18/03/2016 - 6º Lugar - 5º Estágio - 93 km - CPUT, Wellington > Boschendal, Stellenbosch
  - 17/03/2016 - 6º Lugar - 4º Estágio - 75 km - CPUT,Wellington > CPUT, Wellington
  - 16/03/2016 - 4º Lugar - 3º Estágio - 104 km - Saronsberg, Tulbagh > CPUT, Wellington
  - 15/03/2016 - 4º Lugar - 2º Estágio - 93 km - Saronsberg, Tulbagh > Saronsberg, Tulbagh
  - 14/03/2016 - 10º Lugar - 1º Estágio - 108 km - Saronsberg, Tulbagh > Saronsberg, Tulbagh
  - 13/03/2016 - 5º Lugar - Prólogo - 26km - Meerendal Wine Estate
- 07/03/2016 - CAMPEÃO GERAL - 1º ETAPA - Copa Internacional de MTB - Araxá MG - Brasil[252][256]
  -  07/03/2016 - CAMPEÃO - 3º Estágio SHC UCI - XCO
  -  06/03/2016 - CAMPEÃO - 2º Estágio SHC UCI - Short Track XCE
  -  05/03/2016 - CAMPEÃO - 1º Estágio SHC UCI - Contra-relógio XCT

### 2015
- 24/10/2015 - CAMPEÃO Cat. Americam Brasil Ride 2015 - Dupla Wolfgang Soares Olsen - Chapada Diamantina Bahia - Brasil[257]
- 24/10/2015 - 3º Lugar Cat. Open Brasil Ride 2015 - Dupla Wolfgang Soares Olsen - Chapada Diamantina Bahia - Brasil[257]
  - 24/10/2015 - 7º Lugar - 7º Etapa - Categoria American - XCM - Mucugê / Mucugê - 77 km
  - 24/10/2015 - 14º Lugar - 7º Etapa - Categoria Open - XCM - Mucugê / Mucugê - 77 km
  -  23/10/2015 - 2º Lugar - 6º Etapa - Categoria American - XCM - Rio de Contas / Mucugê - 143.4 km km
  - 23/10/2015 - 4º Lugar - 6º Etapa - Categoria Open - XCM - Rio de Contas / Mucugê - 143.4 km km
  -  22/10/2015 - CAMPEÃO - 5º Etapa - Categoria American - XCM - Rio de Contas/ Rio de Contas - 94.7 km
  -  22/10/2015 - 3º Lugar - 5º Etapa - Categoria Open - XCM - Rio de Contas/ Rio de Contas - 94.7 km
  -  21/10/2015 - 3º Lugar - 4º Etapa - Categoria American - XCM - Rio de Contas / Rio de Contas - 84.7 km km
  - 21/10/2015 - 8º Lugar - 4º Etapa - Categoria Open - XCM - Rio de Contas / Rio de Contas - 84.7 km km
  -  20/10/2015 - CAMPEÃO - 3º Etapa - Categoria American - XCO - Rio de Contas / Rio de Contas - 30,8 km
  -  20/10/2015 - CAMPEÃO - 3º Etapa - individual - XCO - Rio de Contas / Rio de Contas - 30,8 km
  -  20/10/2015 - 3º Lugar - 3º Etapa - Categoria Open - XCO - Rio de Contas / Rio de Contas - 30,8 km
  -  19/10/2015 - CAMPEÃO  - 2º Etapa - Categoria American - XCM - Mucugê / Rio de Contas - 147 km
  - 19/10/2015 - 4º Lugar - 2º Etapa - Categoria Open - XCM - Mucugê / Rio de Contas - 147 km
  - 18/10/2015 - 6º Lugar - 1º Etapa - Categoria American - (Prologo) - Mucugê /Mucugê  - 20 km
  - 18/10/2015 - 11º Lugar - 1º Etapa - Categoria Open - (Prologo) - Mucugê /Mucugê  - 20 km
- 11/10/2015 - 5º Lugar – Evento Teste de MTB XCO para Olimpíadas 2016 Aquece Rio - Rio de Janeiro RJ - Brasil[258]
- 04/10/2015 - 2º Lugar – Taça Brasil de XCO - Rio das Ostras - RJ - Brasil [259]
- 13/09/2015 - CAMPEÃO – Short Track Shimano Fest 2015 – São Paulo SP - Brasil[260]
- 05/09/2015 - 26º Lugar -  Campeonato Mundial MTB XCO 2015 - Andorra - Espanha[250]
- 23/08/2015 - 46º Lugar -  6º Etapa Copa do Mundo de MTB XCO 2015 - Val di Sole Itália[250]
- 09/08/2015 - (DNF) Não completou -  5º Etapa Copa do Mundo de MTB XCO 2015 - Windham - USA[250]
- 02/08/2015- 54º Lugar -  4º Etapa Copa do Mundo de MTB XCO 2015 - Mont-Sainte-Anne - Canadá[250]
- 19/07/2015 – CAMPEÃO –  Campeonato Brasileiro de MTB XCO – Itaipava RJ  - Brasil [261]
- 05/07/2015 - 37º Lugar -  3º Etapa Copa do Mundo de MTB 2015 XCO- Lenzerheide - Suiça[250]
- 31/05/2015 - 67º Lugar -  2º Etapa Copa do Mundo de MTB 2015 XCO- Albstadt - Alemanha[250]
- 24/05/2015 - (DNF) -  1º Etapa Copa do Mundo de MTB XCO 2015 - Nové Město na Moravě - República Checa[250]
- 17/05/2015 - 4º Lugar - 2ª Etapa XCO - Copa Internacional de MTB - São João Del Rei MG - Brasil[262]
- 29/03/2015- CAMPEÃO -  Panamericano de MTB 2015 - XCO - Cota - Cundinamarca - Colômbia[263]
- 08/03/2015 - CAMPEÃO Geral - 1ª Etapa Hors Class - Copa Internacional de MTB - Araxá MG - Brasil[264]
  -  08/03/2015 - 2º Lugar - 3º Estágio SHC UCI - Cross Country XCO
  -  07/03/2015 - 2º Lugar - 2º Estágio SHC UCI - Short Track XCE
  -  06/03/2015 - 3º Lugar - 1º Estágio SHC UCI - Contra-relógio XCT

- 01/03/2015 - 2º Lugar Geral - Cyprus SunShine Cup - Lefkara - Chipre[265]
  -  01/03/2015 - 2º Lugar - 4º Estágio SHC UCI - Cross Country XCO
  -  28/02/2015 - 3º Lugar - 3º Estágio SHC UCI - Maratona XCP [266]
  -  27/02/2015 - 2º Lugar - 2º Estágio SHC UCI - Maratona XCP [267]
  - 26/02/2015- 4º Lugar - 1º Estágio SHC UCI - Contra-relógio XCT [268]

- 15/02/2015 - CAMPEÃO  - Taça Brasil de MTB XCO - Campo Largo PR - Brasil[269]

### 2014
- 25/10/2014 - CAMPEÃO Categoria American - Dupla Shermam Trezza de Paiva - Brasil Ride 2014 - XCM - Chapada Diamantina Bahia - Brasil
- 25/10/2014 - 3º Lugar Geral Categoria Open - Dupla Shermam Trezza de Paiva  - Brasil Ride 2014 - XCM - Chapada Diamantina Bahia - Brasil
  - 25/10/2014 - 5º Lugar - 7º Etapa - Categoria American - Mucugê / Mucugê - 72,1 km
  - 25/10/2014 - 11º Lugar - 7º Etapa - Categoria Open - Mucugê / Mucugê - 72,1 km
  -  24/10/2014 - CAMPEÃO   - 6º Etapa - Categoria American - Rio de Conta / Mucugê - 143,4 km
  -  24/10/2014 - 2º Lugar - 6º Etapa - Categoria Open - Rio de Conta / Mucugê - 143,4 km
  - 23/10/2014 - CAMPEÃO  - 5º Etapa - Categoria American - Rio de contas / Rio de Contas - 94.7 km
  - 23/10/2014 - 4º Lugar - 5º Etapa - Categoria Open - Rio de contas / Rio de Contas - 94.7 km
  - 22/10/2014 - 2º Lugar - 4º Etapa - Categoria American - Rio de contas / Rio de Contas - 84.7 km
  - 22/10/2014 - 5º Lugar - 4º Etapa - Categoria Open - Rio de contas / Rio de Contas - 84.7 km
  -  21/10/2014 - CAMPEÃO  - 3º Etapa - Categoria American - Rio de Contas / Rio de Contas - XCO - 6,9 km
  - 21/10/2014 - 4º Lugar - 3º Etapa - Categoria Open - Rio de Contas / Rio de Contas - XCO - 6,9 km
  -  20/10/2014 - CAMPEÃO - 2º Etapa - Categoria American - Mucugê / Rio de Contas - 147 km
  -  20/10/2014 - 3º Lugar - 2º Etapa - Categoria Open - Mucugê / Rio de Contas - 147 km
  -  19/10/2014 - CAMPEÃO - Prologo - Categoria American - Mucugê / Mucugê - 20 km
  -  19/10/2014 - 3º Lugar - Prologo - Categoria Open - Mucugê / Mucugê - 20 km
- 12/10/2014 - BICAMPEÃO  - Copa Internacional de MTB 2014 - São Roque SP - Brasil[270]
  -  12/10/2014 – 2º Lugar - 4ª etapa Copa Internacional de MTB - XCO [271]
  -  11/10/2014 - CAMPEÃO - 4ª etapa Copa Internacional de MTB - UCI XCE Classe 3 Sprint Eliminator [270]
- 06/09/2014 - 96º Lugar -  Campeonato Mundial MTB XCO 2014 - Hafjell - Noruega[250]
- 24/08/2014 - 25º Lugar -  7º Etapa Copa do Mundo de MTB XCO 2014 - Méribel - França[250]
- 17/08/2014 – 2º Lugar – 3º Etapa Copa Internacional de MTB - XCM - Barbacena/MG - Brasil[272]
- 10/08/2014 - 32º Lugar -  6º Etapa Copa do Mundo de MTB XCO 2014 - Windham - EUA[250]
- 03/08/2014 - 54º Lugar -  5º Etapa Copa do Mundo de MTB XCO 2014 - Mont-Sainte-Anne - Canadá[250]
- 20/07/2014 – 2º Lugar –  Campeonato Brasileiro MTB XCO - Cotia SP - Brasil[273]
- 06/07/2014 – 2º Lugar – 3º Etapa - Taça Brasil MTB - UCI Classe 2 XCO - Rios das Ostras RJ  - Brasil[274]
- 15/06/2014 - 10º Lugar Geral - Alpen Tour Trophy - Schladming - Áustria [275]
  - 15/06/2014 - 8º Lugar - 4º Etapa HAUSER KAIBLING - 56 km Montanha / 2000 Elevação Acumulada
  - 14/06/2014 - 12º Lugar - 3º Etapa DACHSTEIN - 69 km Montanha / 2800 Elevação Acumulada
  - 13/06/2014 - 9º Lugar - 2º Etapa PLANAI SCHAFALM - 14 km TIME TRIAL Individual / 1100 Elevação Acumulada
  - 12/06/2014 - 8º Lugar - 1º Etapa HOCHWURZEN - GIEGLACH - 59 km Montanha / 2900 Elevação Acumulada
- 01/06/2014 - DNF -  4º Etapa Copa do Mundo de MTB XCO 2014 - Albstadt - Alemanha[250]
- 25/05/2014 - 33º Lugar -  3º Etapa Copa do Mundo de MTB XCO 2014 - Nove Mesto na Morave - República Checa [250]
- 18/05/2014 - CAMPEÃO - 2ª etapa Copa Internacional de MTB - UCI Classe 1 XCO - São João Del Rei MG - Brasil[276]
  -  17/05/2014 - CAMPEÃO - 2ª etapa Copa Internacional de MTB - UCI XCE Classe 3 Sprint Eliminator [277]
- 27/04/2014 - 2º Lugar - Fecha Copa Nacional - UCI Classe 1 XCO - Alajuela Costa Rica[250]
- 13/04/2014 - 69º Lugar -  1º Etapa Copa do Mundo de MTB XCO 2014 - Pietermaritzburg - África do Sul[250]
- 30/03/2014 - 11º Lugar -  Campeonato Pan-Americano de MTB 2014 XCO - Barbacena MG - Brasil[278][279]
- 23/03/2014 - CAMPEÃO - Geral 1ª etapa Copa Internacional de MTB - UCI Classe S1 XCO - Araxá MG - Brasil[280]
  -  23/03/2014 - CAMPEÃO - 3º Estagio XCS 1ª etapa Copa Internacional de MTB - XCO [280]
  -  22/03/2014 - CAMPEÃO - 2º Estagio XCS 1ª etapa Copa Internacional de MTB - Short Track XCC [281]
  -  21/03/2014 - CAMPEÃO - 1º Estagio XCS 1ª etapa Copa Internacional de MTB - Contra-relógio XCT [282]
- 15/03/2014 - CAMPEÃO - Jogos Sul-americanos - Santiago - Chile[4]
- 09/03/2014 - CAMPEÃO - 1º Etapa - Taça Brasil MTB - UCI Classe 2 XCO - Campo Largo PR - Brasil[283]
- 28/02/2014 - 5º Lugar - Andalucia Bike Race - UCI Classe S1 XCO - Espanha [284]
  - 28/02/2014 - 4º Lugar - 6ª etapa
  - 27/02/2014 - 4º Lugar - 5ª etapa
  - 26/02/2014 - 4º Lugar - 4ª etapa
  - 25/02/2014 - 5º Lugar - 3ª etapa
  - 24/02/2014 - 12º Lugar - 2ª etapa
  - 23/02/2014 - 5º Lugar - 1ª etapa
- 08/02/2014 - CAMPEÃO - Copa Chile Internacional - UCI Classe 2 XCO - Chile[285]

### 2013
- 15/12/2013 - CAMPEÃO  - 1º Circuito Imbatível de MTB Pague Menos by Ravelli - Nova Odessa SP - Brasil[286]
- 27/10/2013 – CAMPEÃO Geral - Dupla Shermam Trezza de Paiva - Brasil Ride 2013 – Chapada Diamantina Bahia - Brasil[287]
  -  25/10/2013 - CAMPEÃO - 7º Etapa - Categoria American - Mucugê / Mucugê - 72,1 km
  -  25/10/2013 - 3º Lugar - 7º Etapa - Categoria Open - Mucugê / Mucugê - 72,1 km
  -  24/10/2013 - CAMPEÃO - 6º Etapa - Categoria American - Rio de Conta / Mucugê - 143,4 km
  - 24/10/2013 - 4º Lugar - 6º Etapa - Categoria Open - Rio de Conta / Mucugê - 143,4 km
  -  23/10/2013 - CAMPEÃO - 5º Etapa - Categoria American - Rio de contas / Rio de Contas - 94.7 km
  -  23/10/2013 - CAMPEÃO - 5º Etapa - Categoria Open - Rio de contas / Rio de Contas - 94.7 km
  -  22/10/2013 - CAMPEÃO - 4º Etapa - Categoria American - Rio de contas / Rio de Contas - 84.7 km
  -  22/10/2013 - 3º Lugar - 4º Etapa - Categoria Open - Rio de contas / Rio de Contas - 84.7 km
  -  21/10/2013 - CAMPEÃO  - 3º Etapa - Categoria American - Rio de Contas / Rio de Contas - XCO - 6,9 km
  -  21/10/2013 - 2º Lugar - 3º Etapa - Categoria Open - Rio de Contas / Rio de Contas - XCO - 6,9 km
  -  20/10/2013 - CAMPEÃO - 2º Etapa - Categoria American - Mucugê / Rio de Contas - 147 km
  -  20/10/20133 - 3º Lugar - 2º Etapa - Categoria Open - Mucugê / Rio de Contas - 147 km
  -  19/10/2013 - CAMPEÃO - Prologo - Categoria American - Mucugê / Mucugê - 20 km
  -  19/10/2013 - 3º Lugar - Prologo - Categoria Open - Mucugê / Mucugê - 20 km
- 06/10/2013 – CAMPEÃO GERAL - Copa Internacional de MTB - Brasil[288]
- 06/10/2013 – 2º lugar - 5ª Etapa Copa Internacional de MTB – Costa do Sauípe Bahia - Brasil[288]
- 01/09/2013 - 40º Lugar -  Campeonato Mundial MTB XCO 2013 - Pietermaritzburg - África do Sul
- 18/08/2013 – CAMPEÃO - 4º Etapa Copa Internacional de MTB – Congonhas MG  - Brasil[288]
- 10/08/2013 - 28º Lugar -  4º Etapa Copa do Mundo de MTB XCO 2013 - Mont Sainte Anne - Canadá
- 04/08/2013 - CAMPEÃO - Copa Samambaia – Petrópolis RJ  - Brasil
- 21/09/2013 - CAMPEÃO -  Campeonato Brasileiro de MTB XCO – Juiz de Fora MG  - Brasil[289]
- 30/06/2013 - CAMPEÃO - 3º Etapa Copa Internacional de MTB – Divinópolis MG  - Brasil[288]
- 15/06/2013 - 31º Lugar - [Etapa Copa do Mundo de MTB XCO 2013] - Val di Sole - Itália
- 09/06/2013 - 2º Lugar - 2º Etapa - Copa Brasil de MTB XCO – Campo Largo PR  - Brasil[290]
- 26/05/2013 - CAMPEÃO  – Marathon Cup – Santana do Deserto MG  - Brasil[291]
- 19/05/2013 - 2º Lugar – Rios das Ostras – RJ  - Brasil[292]
- 05/05/2013 - 4º Lugar – 2º Etapa Copa Internacional de MTB – São João Del Rey MG  - Brasil[293]
- 28/04/2013 - 15º Lugar - Otztaler Bike Festival - Haiming - Austria
- 21/04/2013 - 26º Lugar - Bundesliga - Heubach - Alemanha
- 14/04/2013 - CAMPEÃO  - Bundesliga - Münsingen - Alemanha [294]
- 07/04/2013 - 3º Lugar -  Campeonato Pan-Americando de MTB - Tafi Del Valle – Província de Tucuman - Argentina
- 24/03/2013 - 2º Lugar - 1º Etapa Copa Internacional de MTB – Araxá MG  - Brasil [295]
- 10/03/2013 - CAMPEÃO  - 1º Etapa - Copa Brasil de MTB XCO – Campo Largo PR  - Brasil [296][297]
- 03/02/2013 - CAMPEÃO  –  1º Etapa - CIRCUITO CALOI GP RAVELLI  – Itú SP - Brasil[298]
- 27/01/2013 - CAMPEÃO  –  1ª Etapa - Fecha Nacional  – Cartago - Costa Rica[299]

### 2012
- 25/11/2012- CAMPEÃO - Jogos Abertos de Santa Catarina - Criciuma SC - Brasil
- 27/10/2012 - 3º lugar - Final circuito latino americano Short-Track - Argentina
- 21/10/2012 - CAMPEÃO - GP Ravelli - Itu SP - Brasil
- 30/09/2012 - 2º lugar - 3º Etapa Taça Brasil de MTB - Campo Largo PR - Brasil[300]
- 08/09/2012 - 22º Lugar -  Mundial MTB XCE 2012 - Saalfelden - Austria[250]
- 08/09/2012 - 54º Lugar -  Mundial MTB XCO 2012 - Saalfelden - Austria[250]
- 26/08/2012 – CAMPEÃO – Shimano Short Track  – Mogi das Cruzes SP - Brasil [301]
- 19/08/2012 – 2º Lugar – 4º Etapa Copa Internacional – Congonhas MG - Brasil [250]
- 05/08/2012 – Campeão – Copa Internacional do Paraná – Campo Largo PR - Brasil [250][302][303]
- 24/06/2012 – 5º lugar – 3º Etapa Copa Internacional – Divinópolis MG- Brasil [302][304]
- 02/06/2012 – CAMPEÃO – MTB Chiador – Chiador – RJ - Brasil
- 26/05/2012 – 2º lugar – Marathon Cup – Santana do Deserto MG - Brasil
- 20/05/2012 – CAMPEÃO – 2º Etapa Taça Brasil MTB – Rio das Ostras RJ - Brasil[305]
- 06/05/2012 – 4º Lugar – 2º Etapa Copa Internacional – São Lourenço MG - Brasil [302]
- 22/04/2012 - 3º Lugar - Portugal Cup XCO Marietel - Seia - Portugal [250]
- 08/04/2012 – 20º Lugar -  Campeonato Pan-Americando de MTB - Puebla - México [250]
- 25/03/2012 – 3º Lugar – 1º Etapa Copa Internacional – Araxá MG - Brasil [250][302]
- 11/03/2012 – 2° lugar – 1º Etapa Taça Brasil MTB – Campo Largo PR - Brasil[306]
- 26/02/2012 – 11º lugar – Copa Nacional - Orosi - Paraíso de Cartago – Costa Rica
- 19/01/2012 – CAMPEÃO – 4º Etapa Circuito XC de Favelas – Rio de Janeiro RJ - Brasil
- 12/01/2012 – CAMPEÃO – 3º Etapa Circuito XC de Favelas – Rio de Janeiro RJ - Brasil

### 2011
- 25º Lugar - Cat Sub23  Mundial MTB XCO 2011 - Champery - Suiça[250]
- 21/08/2011 - 53º Lugar - Cat Sub23 -  7º Etapa Copa do Mundo de MTB XCO 2011 - Val di Sole - Itália
- 14/08/2011 - 45º Lugar - Cat Sub23 -  6º Etapa Copa do Mundo de MTB XCO 2011 - Novo Mesto - República Tcheca
- 22/05/2011 - 37º Lugar - Cat Sub23 -  2º Etapa Copa do Mundo de MTB XCO 2011 - Dalby Forest  - Reino Unido
- 24/04/2011 - 19º Lugar - Cat Sub23 -  1º Etapa Copa do Mundo de MTB XCO 2011 - Pietermaritizburg - África do Sul
- 4º lugar - Cat Sub23 -  Campeonato Pan-Americando de MTB - Chía - Colômbia[250]
- CAMPEÃO – Cat Sub23 -  Campeonato Brasileiro de MTB XCO – Caconde SP - Brasil [307]
- CAMPEÃO - Cat Elite - 1ª etapa Taça Brasil de XCO - Campo Largo - PR - Brasil[250]
- 3º lugar - Cat Elite - Internacional Capadoccia MTB Festival - Turquia[250]
- 3º lugar - Cat Sub23 - 2ª etapa Copa Internacional - São Lourenço MG - Brasil[250]
- CAMPEÃO - Cat Sub23 - 1ª etapa Copa Internacional - Araxá MG - Brasil[250]

### 2010
- 162º Lugar - Cat Sub23 -  3º Etapa Copa do Mundo de MTB XCO 2010 - Offenburg - Alemanha[308]
- 102º Lugar - Cat Sub23 -  2º Etapa Copa do Mundo de MTB XCO 2010 - Houffalize - Belgica[309]
- 2º lugar - Cat Sub23 -  Campeonato Pan-Americando de MTB - Guatemala City - Guatemala
- 6º lugar – Cat Sub23 -  Campeonato Brasileiro de MTB XCO – Campo Largo PR  - Brasil
- 2º lugar - Cat Elite - Copa Chile - Codegua - Chile[250]
- 2º lugar - Cat Elite - Copa Internacional do Paraná - Londrina PR - Brasil[250]
- 3º lugar - Cat Elite - XCO Samabor  - Croácia[250]
- 2º lugar - Cat Elite - Energja Cup - Domzale - Eslovênia[250]
- 2º lugar - Cat Sub23 - 3ª etapa Copa Internacional de MTB MG - Brasil
- 2º lugar - Cat Sub23 - 1ª etapa Copa Internacional de MTB MG - Brasil

### 2009
- 39º Lugar - Cat Sub23 -  8º Etapa Copa do Mundo de MTB XCO 2009 - Schladming - Austria[250]
- 43º Lugar - Cat Sub23 -  7º Etapa Copa do Mundo de MTB XCO 2009 - Champéry - Suiça[250]
- 19º Lugar - Cat Sub23 -  4º Etapa Copa do Mundo de MTB XCO 2009 - Madri - Espanha[250]
- 11º Lugar - Cat Sub23 -  2º Etapa Copa do Mundo de MTB XCO 2009 - Offenburg - Alemanha[250]
- 4º lugar - Cat Sub23 -  Campeonato Pan-Americando de MTB - Santiago - Chile[250]
- CAMPEÃO - Cat Sub23 -  Campeonato Brasileiro de MTB XCO  – Resende RJ - Brasil
- CAMPEÃO - Cat Elite - Portaria Cup - Grécia[250]
- CAMPEÃO - Cat Sub23 -  Trofeo Città di Ascoli - Ascoli - Itália[250]
- CAMPEÃO - Cat Sub23 - 2ª etapa Copa Internacional de MTB MG - Brasil
- CAMPEÃO - Cat Sub23 - 1ª etapa Copa Internacional de MTB MG - Brasil

### 2008
- 42º Lugar - Cat Sub23  Mundial MTB XCO 2008 - Val di Sole - Itália[250]
- 5º lugar - Cat Sub23 - Campeonato Pan-Americando de MTB - San Juan de los Morros - Venezuela
- CAMPEÃO - Cat Sub23 -  Campeonato Brasileiro de MTB XCO  – São Bento do Sul RS - Brasil
- 2º lugar - Cat Sub23 -  Campeonato Brasileiro de MTB XCM  – Nova Lima MG - Brasil
- 2º lugar - Cat Sub21 -  Internazionali d'Italia - Vermiglio - Itália
- CAMPEÃO GERAL - Cat Sub23 - Copa Internacional de MTB MG - Brasil
- CAMPEÃO - Cat Elite - Inox Bike - Ipatinga MG - Brasil
- CAMPEÃO - Cat Elite - Power Bike - Passa Quatro MG - Brasil

### 2007
- 25º Lugar - Cat Junior  Mundial MTB XCO 2007 - Fort William - Reino Unido[250]
- CAMPEÃO - Cat Junior -  Campeonato Pan-Americando de MTB - Vila La Agostura - Argentina
- CAMPEÃO - Cat Junior -  Campeonato Brasileiro de MTB XCO  – Ouro Preto MG - Brasil
- CAMPEÃO - Cat Elite - GP Ravelli de MTB SP - Brasil

### 2006
- 9º Lugar - Cat Junior  Mundial MTB XCO 2006 - Rotorua - Nova Zelândia[250]
- CAMPEÃO - Cat Junior -  Campeonato Pan-Americando de MTB - Balneario Camburiu - Brasil
- CAMPEÃO - Cat Junior -  Campeonato Brasileiro de MTB XCO  – Ouro Preto MG - Brasil
- CAMPEÃO GERAL - Cat Junior - Copa Internacional de MTB MG - Brasil
- CAMPEÃO GERAL - Cat Junior - Campeonato Interestadual de MTB SP - Brasil